# Německojazyčné země a území

Státy D-A-CH - Deutschland-Austria-Confœderatio Helvetica.

Němčina jako oficiální jazyk a obyvateli nejpoužívanější jazyk.
Němčina je oficiálním, ne však nejpoužívanějším jazykem.
Němčina (nebo varianta němčiny) je jazyk uznané národnostní menšiny (označeno čtverečkem v místě, kde je místo, kde se němčina nachází, příliš malé na měřítko mapy).
Němčina (nebo varianta němčiny) je jazyk národnostní menšiny, který ovšem nebyl uznán.

Němčina ve své spisovné podobě a její dialekty jsou rozšířené v mnoha zemích s různými sounáležitostmi.

## Německojazyčné země
Země, v nichž se hovoří primárně německy:
- Německo
- Rakousko
- Švýcarsko
- Lichtenštejnsko

Pro tyto státy se používá souhrnné označení DACH - Deutschland-Austria-Confœderatio Helvetica

## Země s německojazyčnou menšinou

Znak německojazyčného společenství Belgie.

Řečníci němčiny jsou v menšině v následujících zemích :
- Belgie: německojazyčné společenství v oblasti měst Eupen a Sankt Vith tvoří jeden ze tří celků země;
- Dánsko: na jihu Jutska, poblíž hranic s Německem;
- Francie: v oblasti Alsaska a v departementu Moselle;
- Itálie: v historické oblasti Jižního Tyrolska, dnešní Autonomní provincie Bolzano v Tridentsku-Horní Adiži a v některých odloučených údolích Údolí Aosty a ve Furlansku (asi 2000 osob, což je cca 0,4 % místní populace) ;
- Namibie: někdejší německá kolonie, kde Němci tvoří přibližně 25 % bílého obyvatelstva (asi 30 000 germanofonních obyvatel tvoří 1,5 % obyvatelstva); jako jazyk němčinu ovládá nejméně 45 000 osob, zejména v oblasti města Swakopmund;
- Tanzanie: stát tvoří velkou část někdejší Německé východní Afriky (1885-1919): němčina se vyučuje na univerzitách ve městech Dar es Salaam a Tanga. Přibližně 15 000 - 20 000 Tanzanců ovládá němčinu (zejména starší osoby, nebo studenti němčiny). V Dar es Salaamu je pobočka Goethe-Institutu;
- Lucembursko: národní jazyk je lucemburština, avšak obyvatelé hovoří rovnocenně také německy a francouzsky.

Evropské německé společenství bývá nepřesně označováno jako Mittel-Europa („Střední Evropa“), která označuje kulturní komunitu německých mluvčích žijících v zemích pocházejících z bývalé německé říše a říše rakousko-uherské
Obdobně stále existují velmi malé, a často uzavřené komunity:
- Amerika:
  - Argentina: v provincii Río Negro kde mnoho Němců z Volhy a Švýcarska založilo společenství (např.: Bariloche) a kde se po druhé světové válce uchýlilo mnoho nacistů,
  - Chile: Němečtí a švýcarští přistěhovalce u jezera Llanquihue.
  - Brazílie, Mexiko, Paraguay: během 19. století se emigrovalo množství mennonitů a aškenázských Židů, abychom zde našli azyl,
  - Spojené státy americké: Němčinu, vedle jidiš, používá většina aškenázských Židů. Také amišové v Pensylvánii užívají psanou formu němčiny, hovorovou řeči je německý dialekt pennsilfaanisch. Středozápad USA zažil během 19. století silnou německou imigraci. V současné době zde již neexistují německojazyčné komunity, ale dosud lze nalézt množství toponomastik;
- Východní Evropě: před druhou světovou válkou existovalo ve východoevropských zemích mnoho německých komunit. Po válce byly velká část těchto komunit ze svých domovů vyhnána nebo emigrovaly do Německa:
  - Rumunsko: v Krišaně, Bukovině a především v Sedmihradsku (Siebenbürgen), kde se jim říká „sedmihradští Sasové“ (Siebenbürger Sachsen),
  - Polsko: ve Slezsku, v jihovýchodním Prusku (Varmijsko-Mazursko) a v oblasti Gdaňsku (Danzig) díky rozšíření pruského území a Německé říše,
  - Česko: příhraniční pásmo českých zemí (Sudety) byly od 12. století osídleny obyvateli německého původu, po druhé světové válce byli ze svých domovů vysídleni, dnes je němčina jazykem některých intelektuálů
  - Rusko: zejména v Kaliningradu (Königsbergu), někdejším hlavním městě Východního Pruska, německého území až do konce druhé světové války. Další silnou komunitou v Rusku byli povolžští Němci,
  - Litva: v Memellandu (Klaipėda, německy Memel), který byl součástí německé provincie Východní Prusko,
  - Slovensko: karpatští Němci.

V Oceánii existovala v letech 1884-1919 kolonie Německá Nové Guinea, kde se užívala kreolská němčina Unserdeutsch („naše němčina"), dnes jím mluví jen hrstka starších lidí.

## Počet mluvčích ve světě
Celosvětově je němčina mateřským jazykem asi pro 110 až 120 milionů osob. Jejich rozdělení v sestupném pořadí podle počtu (zaokrouhleno na desítky resp. jednotky tisíc) je následující:
- Německo: 81 470 000
- Rakousko: 8 100 000
- Švýcarsko: 4 900 000
- USA: 1 100 000
- Francie: 1 036 498 (v roce 1806)[1]
- Brazílie: 1 000 000
- Rusko: 890 000
- Rumunsko: 500 000
- Itálie: 500 000
- Kanada: 409 200
- Argentina: 400 000
- Kazachstán: 350 000
- Mexiko: 280 000
- Polsko: 170 000
- Chile: 150 000
- Austrálie: 150 000
- Paraguay: 150000
- Belgie: 112 000
- Kyrgyzstán: 101 000
- Maďarsko: 100 000
- Česko: 100 000
- Jižní Afrika: 100 000
- Uzbekistán: 40 000
- Peru: 30 000
- Lichtenštejnsko: 30 000
- Namibie: 30 000
- Uruguay: 28 000
- Dánsko: 23 000
- Slovinsko: 20 000
- Slovensko: 10 000
- Lucembursko: 9200
- Moldavsko: 7000
- Portoriko: 1400
- Spojené arabské emiráty: 1300